# Ascia di Arkalochori

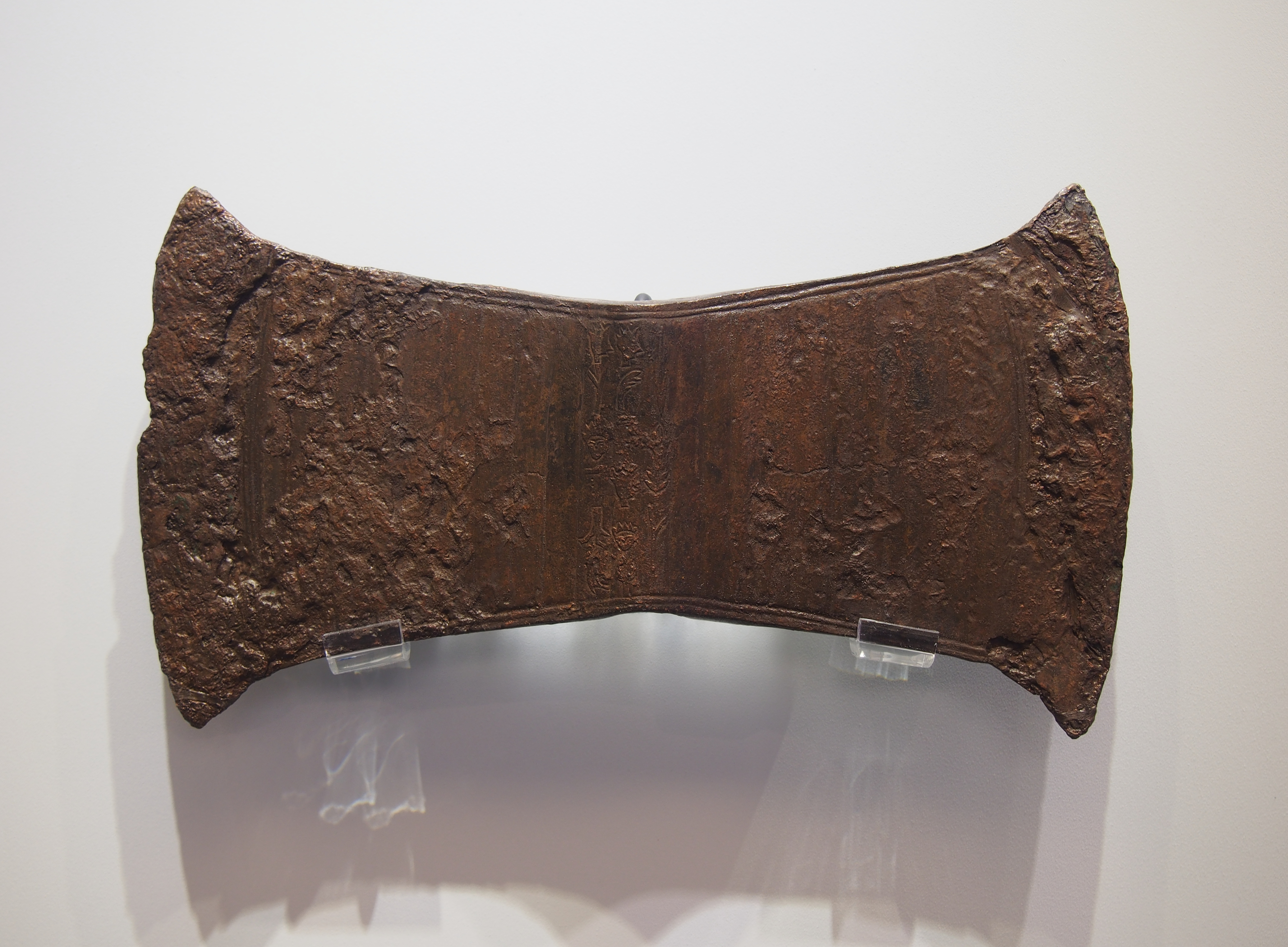
Ascia di Arkalochori

L'ascia di Arkalochori è un'ascia votiva del II millennio a.C. appartenente alla civiltà minoica rinvenuta in una cava vicino alla città di Arkalochori, sull'isola di Creta, dall'archeologo Spyridōn Marinatos. La sua importanza deriva dal fatto che su di essa è incisa un'iscrizione di 15 simboli, alcuni dei quali sono stati identificati come caratteri appartenenti al Lineare A, mentre gli altri sembrano essere simili a quelli visibili sul disco di Festo. In particolare il glifo detto "il Moicano" (D02), che è il carattere che maggiormente appare sul disco, è presente sull'ascia sia di profilo che visto di fronte. L'ascia si può visitare presso il museo archeologico di Candia.
| №  | Segno | Commento | Lineare A | Disco di Festo |
| 01 |       |          | A 304 ?   |                |
| 02 |       |          | AB28 I    | D39            |
| 03 | 03    |          | AB01 DA   |                |
| 04 | 04    |          |           | D02            |
| 05 | 05    |          |           |                |
| 06 | 06    |          | AB05 TO ? |                |
| 07 | 07    | cf. 04   |           | D02            |
| 08 | 08    |          | AB80 MA   |                |
| 09 | 09    |          | AB04 TE   | D35            |
| 10 | 10    | cf. 04   |           | D02            |
| 11 | 11    |          | AB31 SA   | D19            |
| 12 |       | cf. 08   | AB80 MA   |                |
| 13 | 13    |          | AB06 NA   | D23            |
| 14 | 14    |          |           |                |
| 15 | 15    |          | A338 ?    |                |